# Pietro Vierchowod
Pietro Vierchowod (Calcinate, 6 aprile 1959) è un ex calciatore e allenatore di calcio italiano, di ruolo difensore. Con la nazionale italiana si è laureato campione del mondo nel 1982.
Ritenuto uno dei migliori difensori italiani di sempre, è stato uno dei massimi interpreti del ruolo negli anni 1980 e 1990. Dopo gli esordi nella Romanese in Serie D, militò per un quinquennio nel Como, con cui vinse un campionato di Serie C1 (1978-1979) e uno di B (1979-1980), debuttando quindi nella massima serie. Acquistato dalla Sampdoria, fu girato in prestito prima alla Fiorentina e poi alla Roma, con cui vinse il suo primo scudetto nella stagione 1982-1983. Rientrato a Genova, divenne una bandiera della Sampdoria, legandovi la maggior parte della propria carriera e conquistando nell'arco di 12 stagioni quattro Coppe Italia (1984-1985, 1987-1988, 1988-1989 e 1993-1994), una Coppa delle Coppe (1989-1990), un altro scudetto (1990-1991) e una Supercoppa italiana (1991). Nel 1995 fu ceduto alla Juventus, dove rimase per una stagione vincendo una seconda Supercoppa italiana (1995) e una Champions League (1995-1996). Svincolatosi dal club torinese, si accasò per un anno al Milan per poi chiudere la carriera con un triennio al Piacenza, ritirandosi nel 2000, a 41 anni, dopo aver totalizzato 562 presenze in Serie A.
Tra il 1981 e il 1993 ha fatto parte della nazionale italiana, con cui ha totalizzato 45 presenze, segnando 2 reti; ha disputato tre edizioni del campionato del mondo, vincendo l'edizione di Spagna 1982, senza scendere in campo a causa di un infortunio, e ottenendo un terzo posto a Italia 1990.
Intrapresa la carriera di allenatore, nella prima metà degli anni 2000 ha guidato il Catania, la Florentia Viola e la Triestina; negli anni 2010 ha maturato due esperienze all'estero, prima all'Honvéd e poi al Kamza.

## Biografia
Il padre, Ivan Luk"janovyč Verchovod, era un soldato dell'Armata Rossa originario di Kiev, che fu prigioniero a Bolzano, Pisa e Modena e che, terminata la seconda guerra mondiale, decise di non tornare in patria per stabilirsi a Spirano, in provincia di Bergamo.
Le origini ucraine hanno valso al giocatore il soprannome di Zar, un appellativo che peraltro ben si adattava alle sue doti caratteriali.

## Caratteristiche tecniche

### Giocatore

Vierchowod (a destra) in maglia sampdoriana nel 1990, mentre duella in velocità con il fiorentino Stefano Borgonovo.

Stopper tenace e grintoso, Vierchowod aveva nella velocità in campo aperto, retaggio di un passato nell'atletica leggera, la propria caratteristica distintiva: infatti, pur non essendo fulmineo nello scatto breve, risultava difficilmente eguagliabile sulle lunghe distanze – «facevo i cento metri in meno di 11 secondi: ero un missile» –; Enzo Bearzot lo riteneva «il difensore più rapido del mondo».
Nel corso della sua lunga carriera Vierchowod si confrontò con varie generazioni di attaccanti – «ho giocato contro Boninsegna e Ševčenko» –, alcuni dei quali, ad esempio Gabriel Batistuta, Gary Lineker e Fabrizio Ravanelli, espressero giudizi lusinghieri su di lui, descrivendolo come il marcatore più difficile da affrontare. Le maggiori rivalità sportive, caratterizzate da un acceso ma leale agonismo, furono però quelle vissute con Diego Armando Maradona e Marco van Basten: l'argentino restò impressionato dalla forza fisica del difensore, tanto da ribattezzarlo Hulk; l'olandese, dal canto suo, nel 1992 manifestò il proprio disappunto per non aver mai segnato su azione contro lo Zar, un tabù peraltro sfatato il giorno successivo.
Oltre ai succitati Maradona e van Basten, considerati da Vierchowod i più forti avversari mai incontrati, il difensore annoverò Alessandro Altobelli e Franco Selvaggi tra i giocatori capaci di metterlo maggiormente in difficoltà: il secondo, in particolare, gli diede spesso del filo da torcere in virtù della sua agilità – «mi faceva girare la testa, era imprendibile» –, tanto da segnare diverse reti contro di lui. Degna di nota fu, inoltre, la menzione di Giampaolo Montesano, funambolico centrocampista che diede a Vierchowod numerosi grattacapi a inizio carriera, quando i due si affrontarono in Serie B.
Tra gli attaccanti marcati in tarda età Vierchowod spese parole di elogio per Ronaldo, ritenendo che il brasiliano, potenzialmente, avrebbe potuto metterlo alle strette anche se l'avesse affrontato all'apice del suo vigore fisico.
Ispiratosi a Tarcisio Burgnich, era uno specialista della marcatura a uomo, molto temuto in tal senso dagli attaccanti avversari, ma seppe adeguarsi anche alle sopravvenute innovazioni zoniste tanto da trovare posto, seppure a fasi alterne, nella nazionale di Arrigo Sacchi. Dapprima piuttosto grezzo nel tocco di palla, grazie a una spiccata etica del lavoro riuscì ad abbinare progressivi miglioramenti sul piano tecnico e tattico alle doti innate di personalità e prestanza fisica.
Vierchowod riusciva a vincere la maggior parte dei contrasti aerei in virtù di una notevole elevazione e di un grande senso dell'anticipo. Era inoltre avvezzo alle sortite offensive e al gol, soprattutto di testa: con 38 reti in Serie A, è nel novero dei difensori più prolifici nella storia del massimo campionato italiano.
Di grande longevità sportiva, mantenne elevate prestazioni atletiche anche in età avanzata, ritirandosi a 41 anni senza aver mai accusato grossi problemi fisici, ad eccezione di tre casi di pneumotorace.

## Carriera

### Giocatore

#### Club

##### Gli inizi e Como

Un giovane Vierchowod al Como

Dopo le giovanili nello Spirano e un provino al Milan dove fu scartato, esordì nella Romanese, squadra bergamasca di Serie D, ma crebbe calcisticamente nel Como con cui disputò cinque campionati ottenendo una doppia promozione dalla Serie C1 alla Serie A. Esordì nella massima serie nella stagione 1980-1981, a 20 anni, nella sconfitta interna del 14 settembre contro la Roma (0-1); a fine campionato contribuì alla salvezza della formazione lariana.

##### Fiorentina e Roma

Vierchowod alla Fiorentina nella stagione 1981-1982

Acquistato nel 1981 dalla Sampdoria di Paolo Mantovani, che al tempo militava in Serie B, il 15 luglio venne prestato in Serie A alla Fiorentina, con la quale nel campionato seguente giunse secondo, battagliando fino all'ultima giornata con la Juventus per il titolo.
Lasciò a malincuore Firenze a fine stagione, tuttavia il presidente doriano Mantovani, nel cederlo nuovamente in prestito, gli garantì l'approdo in una formazione con ambizioni da Scudetto: il 14 luglio 1982 diventò quindi un giocatore della Roma, un trasferimento di cui si sussurrava avesse dato il suo beneplacito persino Giulio Andreotti.
Nella Capitale andò a fare parte di una linea difensiva composta da interpreti fortemente votati al gioco di attacco e in cui il neoacquisto, di conseguenza, era chiamato a svolgere un importante ruolo equilibratore: in una squadra dall'accentuata vocazione zonista come da dettami del tecnico Nils Liedholm, un marcatore puro quale Vierchowod divenne immediatamente imprescindibile nelle dinamiche di gioco romaniste – «la vera mossa vincente di Liedholm, oltre a mettere il mancino Nela terzino destro, Maldera a sinistra e Di Bartolomei regista arretrato, fu piazzare Vierchowod al centro della difesa. Una pedina fondamentale. Marcava tutti lui da solo, era insuperabile», ricorderà il suo compagno di spogliatoio Roberto Pruzzo –, rivelandosi uno dei protagonisti del secondo Scudetto giallorosso nell'annata 1982-1983.

Vierchowod alla Roma nell'annata 1982-1983

L'ottimo rendimento della stagione romana gli valse inoltre la vittoria del Guerin d'oro.

##### Sampdoria
Da Roma venne quindi richiamato definitivamente a Genova nell'estate 1983. Inizialmente restio ad abbandonare la squadra campione d'Italia, fu in breve convinto dal carisma e dalla personalità di Mantovani il quale, dopo avere riportato la Sampdoria in Serie A e avere ottenuto un'agevole salvezza da neopromossa, sotto la sua presidenza stava iniziando a palesare ambizioni ai massimi livelli attraverso la costruzione di una squadra in cui, tra gli altri, anche Vierchowod doveva avere un ruolo centrale. Confermatosi fin dal primo anno in Liguria tra i difensori più affidabili in circolazione (una giuria di esperti lo elesse miglior centrale della stagione 1983-1984), vestì la maglia blucerchiata per le successive dodici stagioni, in coincidenza con il periodo più glorioso del club.
Nell'annata 1984-1985 partecipò alla vittoria della Coppa Italia, primo trofeo della storia sampdoriana, un successo replicato per altre due volte nella seconda metà del decennio. Frattanto nel 1986 l'arrivo di Vujadin Boškov in panchina aveva segnato un ulteriore punto di svolta: proprio il solido rapporto umano instauratosi con il tecnico jugoslavo nonché con Mantovani portò Vierchowod, insieme agli altri senatori dello spogliatoio come Roberto Mancini e Gianluca Vialli, a stringere un «patto di ferro» che li impegnò a non lasciare Genova finché non fosse arrivato lo Scudetto. Un successo che si materializzerà nel campionato 1990-1991, non prima di avere festeggiato anche il primo trionfo confederale del calcio genovese con la Coppa delle Coppe 1989-1990.

Vierchowod (accosciato, primo da sinistra) con la maglia scudettata della Sampdoria 1991-1992, finalista di Coppa dei Campioni

Nel nuovo decennio Vierchowod, ormai uno dei leader e bandiera della compagine doriana, rimpinguò il proprio palmarès con la Supercoppa italiana 1991 e un'altra Coppa Italia nell'edizione 1993-1994, quest'ultima sollevata nell'occasione da capitano blucerchiato. Era invece sfuggita nel 1992 la Coppa dei Campioni, persa in finale a Wembley contro gli spagnoli del Barcellona; un tarlo che il giocatore si trascinerà dietro per i quattro anni a venire.

##### Juventus e Milan
Il 16 giugno 1995, a 36 anni, si trasferì alla Juventus per 500 milioni di lire, nell'ambito di una maxi-operazione sull'asse Genova-Torino che vide arrivare in bianconero anche Attilio Lombardo e Vladimir Jugović. Approdato in Piemonte con l'obiettivo dichiarato di vincere la Champions League, contribuì con ottime prove alla conquista del trofeo: in particolare, proprio nella finale di Roma del 22 maggio 1996, vinta ai tiri di rigore contro l'Ajax detentore del trofeo, lo stopper scese in campo da titolare e offrì, all'età di 37 anni, una delle sue migliori prestazioni in carriera.

Vierchowod in azione alla Juventus nel precampionato 1995-1996

A fine stagione, chiuso dai nuovi arrivi Paolo Montero e Mark Iuliano, fu lasciato libero dal club torinese anche per ragioni anagrafiche. Vierchowod si accordò inizialmente con il neopromosso e ambizioso Perugia di Luciano Gaucci; tuttavia, a causa di sopravvenuti dissidi con l'allenatore Giovanni Galeone, rescisse il contratto con i grifoni prima dell'inizio del campionato.
Stante il sopraggiunto infortunio di Franco Baresi, il 3 settembre 1996 firmò quindi con il Milan dove rimase per una stagione, tuttavia avara di gioie.

##### Piacenza
Rifiutato un trasferimento al Cagliari, il 5 settembre 1997 si accasò al Piacenza dove rimase per tre stagioni, contribuendo alla salvezza nelle prime due annate. Degni di nota, nella stagione 1997-1998, furono i suoi duelli contro alcuni dei più temibili attaccanti della Serie A di allora: prossimo ai 39 anni, Vierchowod si prese la soddisfazione di negare il gol a molti di loro. Nella stessa annata, il 15 febbraio 1998, in occasione di un pareggio casalingo a reti bianche contro il Brescia, il difensore giocò la sua 500ª partita in Serie A. Nel campionato 1998-1999 segnò il gol-salvezza nella sfida all'ultima giornata contro la Salernitana; rete che sancì la retrocessione della squadra campana.

Vierchowod al Piacenza nel campionato 1997-1998

Si ritirò dall'attività agonistica nel 2000, a 41 anni, dopo la retrocessione dei piacentini in Serie B.
Ha disputato 562 partite in Serie A, settimo assoluto dietro Gianluigi Buffon, Paolo Maldini, Francesco Totti, Javier Zanetti, Gianluca Pagliuca e Dino Zoff; al momento del suo ritiro era secondo solo a Zoff per presenze nella massima serie.
Avendo segnato un gol all'età di 40 anni e 47 giorni – il 23 maggio 1999 contro la Salernitana –, è il quarto marcatore più anziano nella storia della Serie A, dopo Alessandro Costacurta, Silvio Piola e Zlatan Ibrahimović.

#### Nazionale
Vierchowod esordì in nazionale il 6 gennaio 1981, convocato dal commissario tecnico Enzo Bearzot, che lo schierò come titolare nella partita contro i Paesi Bassi (1-1) disputata a Montevideo, valevole per il Mundialito. Fece parte dei 22 convocati per il vittorioso campionato del mondo 1982 in Spagna, nel quale, tuttavia, non fu mai impiegato anche a causa di un infortunio alla caviglia. A partire dal 1983 entrò in pianta stabile tra gli Azzurri e, sempre sotto la guida tecnica di Bearzot, fu titolare fino al campionato del mondo 1986 in Messico, dove prese parte a tutte le gare disputate dall'Italia, che fu eliminata dalla Francia agli ottavi di finale.

Vierchowod (a destra) in maglia azzurra nel 1984, in marcatura sul polacco Pałasz

In seguito non fu inizialmente confermato dal nuovo selezionatore Azeglio Vicini, che lo escluse dal giro azzurro preferendogli Riccardo Ferri, quest'ultimo già allenato da Vicini nella precedente esperienza comune con l'Under-21.
Vicini lo richiamò in nazionale dopo quattro anni – mentre era reduce da un ottimo periodo di forma nella Sampdoria –, per l'amichevole del 21 febbraio 1990 a Rotterdam contro i Paesi Bassi, stante l'assenza per infortunio del summezionato Ferri, «e siccome c'era Van Basten da marcare e Vicini aveva paura di prendere 4 gol decise di convocarmi per limitare il centravanti orange». Il selezionatore lo inserì poi tra i convocati per il campionato del mondo 1990 in Italia – «Mi mise in lista con la promessa che mi avrebbe impiegato per farmi marcare gli attaccanti più forti e pericolosi che avremmo incontrato nel percorso mondiale. [...] anche se non avrei giocato sempre avrei comunque avuto la possibilità di mettermi in luce marcando i più forti» –, dove venne impiegato in tre partite compresa la finale per il 3º posto vinta 2-1 contro Inghilterra, che giocò da titolare.

Vierchowod (in piedi, secondo da sinistra) in una formazione azzurra alla vigilia del

La gestione dello stopper da parte del CT durante la rassegna iridata venne tuttavia criticata da parte degli addetti ai lavori, in particolare per il mancato impiego nella semifinale contro l'Argentina di Diego Armando Maradona, persa ai tiri di rigore, occasione in cui ancora una volta Vicini gli preferì Ferri, nell'occasione autore di una prestazione non irreprensibile; a tale riguardo Vierchowod dichiarò: «Avrei dovuto scendere in campo dall'inizio e così non fu, Vicini cambiò idea all'ultimo momento e non ho mai saputo il perché. [...] E poi... la beffa di farmi giocare la finalina per il terzo posto a Bari contro l'Inghilterra... era un po' da presa in giro, probabilmente mi vide incazzato e decise di darmi quel contentino ma arrivati a quel punto non è che me ne fregasse oramai granché. Peccato».
Rimase nel gruppo anche all'avvio del ciclo di Arrigo Sacchi, il quale tuttavia gli preferì spesso Alessandro Costacurta, più avvezzo ai movimenti difensivi richiesti dal tecnico, che peraltro l'aveva già allenato nella precedente esperienza comune al Milan. Vierchowod ottenne la sua ultima presenza il 1º maggio 1993, in una partita contro la Svizzera valida per le qualificazioni al campionato del mondo 1994, al quale scelse di non prendere parte, visto il ruolo di riserva prospettatogli da Sacchi: «Dissi no, perché non mi andava di sperare negli infortuni dei compagni. E pensare che poi si fece male Baresi...».

Vierchowod (in basso, a sinistra) in nazionale, sul terzo gradino del podio al

Con l'Italia conta 45 presenze e 2 reti, l'ultima delle quali, realizzata a 33 anni, 11 mesi e 18 giorni (il 24 marzo 1993 contro Malta), lo ha reso per diversi anni il marcatore più anziano nella storia della nazionale.

### Allenatore
Il 19 dicembre 2001 ha esordito sulla panchina del Catania, in Serie C1; chiamato a sostituire Aldo Ammazzalorso, il 22 aprile 2002 viene esonerato a due giornate dal termine, con gli etnei in zona play-off.
L'11 agosto viene ingaggiato dalla Florentia Viola, nata sulle ceneri del fallimento societario della Fiorentina, per il campionato di Serie C2; il 29 ottobre viene nuovamente esonerato, dopo nove giornate, a causa dei risultati negativi ottenuti dalla squadra toscana, e sostituito da Alberto Cavasin.
Il 13 settembre 2005 è stato designato come nuovo allenatore della Triestina, in Serie B, incassando il terzo esonero consecutivo il 21 novembre dello stesso anno.
Il 13 giugno 2014, a distanza di nove anni dalla precedente esperienza in panchina, viene assunto dai magiari dell'Honvéd in sostituzione del connazionale Marco Rossi, venendo poi esonerato il 6 ottobre.
Il 31 maggio 2018 viene nominato allenatore della squadra albanese del Kamza, squadra che però lascia dopo poche settimane.

### Dopo il ritiro
Dagli anni 2000 è stato opinionista per Rai Sport. Nel 2012 si candida a sindaco nelle elezioni comunali di Como, alla guida di una lista civica, e ottiene 1017 voti (2,53% delle preferenze).

## Statistiche

### Presenze e reti nei club
| Stagione         | Squadra          | Campionato       | Campionato | Campionato | Coppe nazionali | Coppe nazionali | Coppe nazionali | Coppe continentali | Coppe continentali | Coppe continentali | Altre coppe | Altre coppe | Altre coppe | Totale | Totale |
| Stagione         | Squadra          | Comp             | Pres       | Reti       | Comp            | Pres            | Reti            | Comp               | Pres               | Reti               | Comp        | Pres        | Reti        | Pres   | Reti   |
| ---------------- | ---------------- | ---------------- | ---------- | ---------- | --------------- | --------------- | --------------- | ------------------ | ------------------ | ------------------ | ----------- | ----------- | ----------- | ------ | ------ |
| 1975-1976        | Romanese         | D                | 3          | 0          | -               | -               | -               | -                  | -                  | -                  | -           | -           | -           | 3      | 0      |
| 1976-1977        | Como             | B                | 0          | 0          | CI              | 0               | 0               | -                  | -                  | -                  | -           | -           | -           | 0      | 0      |
| 1977-1978        | Como             | B                | 16         | 0          | CI              | 0               | 0               | -                  | -                  | -                  | -           | -           | -           | 16     | 0      |
| 1978-1979        | Como             | C1               | 34         | 3          | CI-S            | 8               | 0               | -                  | -                  | -                  | -           | -           | -           | 42     | 3      |
| 1979-1980        | Como             | B                | 35         | 1          | CI              | 4               | 0               | -                  | -                  | -                  | -           | -           | -           | 39     | 1      |
| 1980-1981        | Como             | A                | 30         | 2          | CI              | 4               | 0               | -                  | -                  | -                  | CM+TC       | 5+0         | 2+0         | 39     | 4      |
| Totale Como      | Totale Como      | Totale Como      | 115        | 6          |                 | 16              | 0               |                    | -                  | -                  |             | 5           | 2           | 136    | 8      |
| 1981-1982        | Fiorentina       | A                | 28         | 2          | CI              | 6               | 0               | -                  | -                  | -                  | -           | -           | -           | 34     | 2      |
| 1982-1983        | Roma             | A                | 30         | 0          | CI              | 5               | 0               | CU                 | 8                  | 0                  | -           | -           | -           | 43     | 0      |
| 1983-1984        | Sampdoria        | A                | 30         | 2          | CI              | 8               | 0               | -                  | -                  | -                  | -           | -           | -           | 38     | 2      |
| 1984-1985        | Sampdoria        | A                | 29         | 2          | CI              | 12              | 1               | -                  | -                  | -                  | -           | -           | -           | 41     | 3      |
| 1985-1986        | Sampdoria        | A                | 28         | 1          | CI              | 7               | 0               | CdC                | 4                  | 0                  | -           | -           | -           | 39     | 1      |
| 1986-1987        | Sampdoria        | A                | 28+1       | 2+0        | CI              | 4               | 0               | -                  | -                  | -                  | -           | -           | -           | 33     | 2      |
| 1987-1988        | Sampdoria        | A                | 29         | 5          | CI              | 11              | 2               | -                  | -                  | -                  | -           | -           | -           | 40     | 7      |
| 1988-1989        | Sampdoria        | A                | 29         | 1          | CI              | 14              | 5               | CdC                | 8                  | 1                  | SI          | 1           | 0           | 52     | 7      |
| 1989-1990        | Sampdoria        | A                | 32         | 3          | CI              | 3               | 0               | CdC                | 9                  | 2                  | SI          | 1           | 0           | 45     | 5      |
| 1990-1991        | Sampdoria        | A                | 30         | 3          | CI              | 10              | 0               | CdC                | 4                  | 0                  | SU          | 1           | 0           | 45     | 3      |
| 1991-1992        | Sampdoria        | A                | 31         | 1          | CI              | 8               | 2               | CC                 | 9                  | 0                  | SI          | 1           | 0           | 49     | 3      |
| 1992-1993        | Sampdoria        | A                | 29         | 1          | CI              | 1               | 0               | -                  | -                  | -                  | -           | -           | -           | 30     | 1      |
| 1993-1994        | Sampdoria        | A                | 32         | 2          | CI              | 8               | 1               | -                  | -                  | -                  | -           | -           | -           | 40     | 3      |
| 1994-1995        | Sampdoria        | A                | 31         | 2          | CI              | 4               | 0               | CdC                | 5                  | 0                  | SI          | 1           | 0           | 41     | 2      |
| Totale Sampdoria | Totale Sampdoria | Totale Sampdoria | 358+1      | 25+0       |                 | 90              | 11              |                    | 39                 | 3                  |             | 5           | 0           | 493    | 39     |
| 1995-1996        | Juventus         | A                | 21         | 2          | CI              | 1               | 0               | UCL                | 8                  | 0                  | SI          | 1           | 0           | 31     | 2      |
| lug.-ago. 1996   | Perugia          | A                | 0          | 0          | CI              | 0               | 0               | -                  | -                  | -                  | -           | -           | -           | 0      | 0      |
| set. 1996-1997   | Milan            | A                | 16         | 1          | CI              | 2               | 0               | UCL                | 0                  | 0                  | -           | -           | -           | 18     | 1      |
| 1997-1998        | Piacenza         | A                | 29         | 2          | CI              | 1               | 0               | -                  | -                  | -                  | -           | -           | -           | 30     | 2      |
| 1998-1999        | Piacenza         | A                | 28         | 4          | CI              | 1               | 0               | -                  | -                  | -                  | -           | -           | -           | 29     | 4      |
| 1999-2000        | Piacenza         | A                | 22         | 0          | CI              | 2               | 0               | -                  | -                  | -                  | -           | -           | -           | 24     | 0      |
| Totale Piacenza  | Totale Piacenza  | Totale Piacenza  | 79         | 6          |                 | 4               | 0               |                    | -                  | -                  |             | -           | -           | 83     | 6      |
| Totale carriera  | Totale carriera  | Totale carriera  | 650+1      | 42+0       |                 | 124             | 11              |                    | 55                 | 3                  |             | 11          | 2           | 841    | 58     |

### Cronologia presenze e reti in nazionale
| Cronologia completa delle presenze e delle reti in nazionale ― Italia | Cronologia completa delle presenze e delle reti in nazionale ― Italia | Cronologia completa delle presenze e delle reti in nazionale ― Italia | Cronologia completa delle presenze e delle reti in nazionale ― Italia | Cronologia completa delle presenze e delle reti in nazionale ― Italia | Cronologia completa delle presenze e delle reti in nazionale ― Italia | Cronologia completa delle presenze e delle reti in nazionale ― Italia | Cronologia completa delle presenze e delle reti in nazionale ― Italia |
| Data                                                                  | Città                                                                 | In casa                                                               | Risultato                                                             | Ospiti                                                                | Competizione                                                          | Reti                                                                  | Note                                                                  |
| --------------------------------------------------------------------- | --------------------------------------------------------------------- | --------------------------------------------------------------------- | --------------------------------------------------------------------- | --------------------------------------------------------------------- | --------------------------------------------------------------------- | --------------------------------------------------------------------- | --------------------------------------------------------------------- |
| 6-1-1981                                                              | Montevideo                                                            | Paesi Bassi                                                           | 1 – 1                                                                 | Italia                                                                | Mundialito - 1º turno                                                 | -                                                                     |                                                                       |
| 19-4-1981                                                             | Udine                                                                 | Italia                                                                | 0 – 0                                                                 | Germania Est                                                          | Amichevole                                                            | -                                                                     | 80’                                                                   |
| 5-10-1983                                                             | Bari                                                                  | Italia                                                                | 3 – 0                                                                 | Grecia                                                                | Amichevole                                                            | -                                                                     |                                                                       |
| 15-10-1983                                                            | Napoli                                                                | Italia                                                                | 0 – 3                                                                 | Svezia                                                                | Qual. Euro 1984                                                       | -                                                                     |                                                                       |
| 16-11-1983                                                            | Praga                                                                 | Cecoslovacchia                                                        | 2 – 0                                                                 | Italia                                                                | Qual. Euro 1984                                                       | -                                                                     |                                                                       |
| 22-12-1983                                                            | Perugia                                                               | Italia                                                                | 3 – 1                                                                 | Cipro                                                                 | Qual. Euro 1984                                                       | -                                                                     |                                                                       |
| 4-2-1984                                                              | Roma                                                                  | Italia                                                                | 5 – 0                                                                 | Messico                                                               | Amichevole                                                            | -                                                                     | 62’                                                                   |
| 3-3-1984                                                              | Istanbul                                                              | Turchia                                                               | 1 – 2                                                                 | Italia                                                                | Amichevole                                                            | -                                                                     |                                                                       |
| 7-4-1984                                                              | Verona                                                                | Italia                                                                | 1 – 1                                                                 | Cecoslovacchia                                                        | Amichevole                                                            | -                                                                     |                                                                       |
| 22-5-1984                                                             | Zurigo                                                                | Germania Ovest                                                        | 1 – 0                                                                 | Italia                                                                | Amichevole                                                            | -                                                                     |                                                                       |
| 26-5-1984                                                             | Toronto                                                               | Canada                                                                | 0 – 2                                                                 | Italia                                                                | Amichevole                                                            | -                                                                     |                                                                       |
| 30-5-1984                                                             | New York                                                              | Stati Uniti                                                           | 0 – 0                                                                 | Italia                                                                | Amichevole                                                            | -                                                                     |                                                                       |
| 26-9-1984                                                             | Milano                                                                | Italia                                                                | 1 – 0                                                                 | Svezia                                                                | Amichevole                                                            | -                                                                     |                                                                       |
| 3-11-1984                                                             | Losanna                                                               | Svizzera                                                              | 1 – 1                                                                 | Italia                                                                | Amichevole                                                            | -                                                                     |                                                                       |
| 8-12-1984                                                             | Pescara                                                               | Italia                                                                | 2 – 0                                                                 | Polonia                                                               | Amichevole                                                            | -                                                                     |                                                                       |
| 5-2-1985                                                              | Dublino                                                               | Irlanda                                                               | 1 – 2                                                                 | Italia                                                                | Amichevole                                                            | -                                                                     |                                                                       |
| 13-3-1985                                                             | Atene                                                                 | Grecia                                                                | 0 – 0                                                                 | Italia                                                                | Amichevole                                                            | -                                                                     |                                                                       |
| 3-4-1985                                                              | Ascoli Piceno                                                         | Italia                                                                | 2 – 0                                                                 | Portogallo                                                            | Amichevole                                                            | -                                                                     |                                                                       |
| 6-6-1985                                                              | Città del Messico                                                     | Italia                                                                | 2 – 1                                                                 | Inghilterra                                                           | Amichevole                                                            | -                                                                     |                                                                       |
| 25-9-1985                                                             | Lecce                                                                 | Italia                                                                | 1 – 2                                                                 | Norvegia                                                              | Amichevole                                                            | -                                                                     |                                                                       |
| 5-2-1986                                                              | Avellino                                                              | Italia                                                                | 1 – 2                                                                 | Germania Ovest                                                        | Amichevole                                                            | -                                                                     |                                                                       |
| 26-3-1986                                                             | Udine                                                                 | Italia                                                                | 2 – 1                                                                 | Austria                                                               | Amichevole                                                            | -                                                                     |                                                                       |
| 11-5-1986                                                             | Napoli                                                                | Italia                                                                | 2 – 0                                                                 | Cina                                                                  | Amichevole                                                            | -                                                                     |                                                                       |
| 31-5-1986                                                             | Città del Messico                                                     | Italia                                                                | 1 – 1                                                                 | Bulgaria                                                              | Mondiali 1986 - 1º turno                                              | -                                                                     |                                                                       |
| 5-6-1986                                                              | Puebla                                                                | Italia                                                                | 1 – 1                                                                 | Argentina                                                             | Mondiali 1986 - 1º turno                                              | -                                                                     |                                                                       |
| 10-6-1986                                                             | Puebla                                                                | Italia                                                                | 3 – 2                                                                 | Corea del Sud                                                         | Mondiali 1986 - 1º turno                                              | -                                                                     |                                                                       |
| 17-6-1986                                                             | Città del Messico                                                     | Francia                                                               | 2 – 0                                                                 | Italia                                                                | Mondiali 1986 - Ottavi di finale                                      | -                                                                     |                                                                       |
| 21-2-1990                                                             | Rotterdam                                                             | Paesi Bassi                                                           | 0 – 0                                                                 | Italia                                                                | Amichevole                                                            | -                                                                     |                                                                       |
| 31-3-1990                                                             | Basilea                                                               | Svizzera                                                              | 0 – 1                                                                 | Italia                                                                | Amichevole                                                            | -                                                                     |                                                                       |
| 19-6-1990                                                             | Roma                                                                  | Italia                                                                | 2 – 0                                                                 | Cecoslovacchia                                                        | Mondiali 1990 - 1º turno                                              | -                                                                     | 66’                                                                   |
| 25-6-1990                                                             | Roma                                                                  | Italia                                                                | 2 – 0                                                                 | Uruguay                                                               | Mondiali 1990 - Ottavi di finale                                      | -                                                                     | 79’                                                                   |
| 7-7-1990                                                              | Bari                                                                  | Italia                                                                | 2 – 1                                                                 | Inghilterra                                                           | Mondiali 1990 - Finale 3º posto                                       | -                                                                     | 3º posto                                                              |
| 26-9-1990                                                             | Palermo                                                               | Italia                                                                | 1 – 0                                                                 | Paesi Bassi                                                           | Amichevole                                                            | -                                                                     | 21’                                                                   |
| 22-12-1990                                                            | Limassol                                                              | Cipro                                                                 | 0 – 4                                                                 | Italia                                                                | Qual. Euro 1992                                                       | 1                                                                     |                                                                       |
| 13-2-1991                                                             | Terni                                                                 | Italia                                                                | 0 – 0                                                                 | Belgio                                                                | Amichevole                                                            | -                                                                     |                                                                       |
| 1-5-1991                                                              | Salerno                                                               | Italia                                                                | 3 – 1                                                                 | Ungheria                                                              | Qual. Euro 1992                                                       | -                                                                     | 65’                                                                   |
| 12-6-1991                                                             | Malmö                                                                 | Danimarca                                                             | 0 – 2 dts                                                             | Italia                                                                | Torneo Scania 100 - Semifinale                                        | -                                                                     |                                                                       |
| 16-6-1991                                                             | Stoccolma                                                             | Italia                                                                | 1 – 1 dts (3 – 2 dtr)                                                 | Unione Sovietica                                                      | Torneo Scania 100 - Finale                                            | -                                                                     |                                                                       |
| 25-9-1991                                                             | Sofia                                                                 | Bulgaria                                                              | 2 – 1                                                                 | Italia                                                                | Amichevole                                                            | -                                                                     |                                                                       |
| 12-10-1991                                                            | Mosca                                                                 | Unione Sovietica                                                      | 0 – 0                                                                 | Italia                                                                | Qual. Euro 1992                                                       | -                                                                     |                                                                       |
| 20-1-1993                                                             | Firenze                                                               | Italia                                                                | 2 – 0                                                                 | Messico                                                               | Amichevole                                                            | -                                                                     |                                                                       |
| 24-2-1993                                                             | Porto                                                                 | Portogallo                                                            | 1 – 3                                                                 | Italia                                                                | Qual. Mondiali 1994                                                   | -                                                                     |                                                                       |
| 24-3-1993                                                             | Palermo                                                               | Italia                                                                | 6 – 1                                                                 | Malta                                                                 | Qual. Mondiali 1994                                                   | 1                                                                     |                                                                       |
| 14-4-1993                                                             | Trieste                                                               | Italia                                                                | 2 – 0                                                                 | Estonia                                                               | Qual. Mondiali 1994                                                   | -                                                                     |                                                                       |
| 1-5-1993                                                              | Berna                                                                 | Svizzera                                                              | 1 – 0                                                                 | Italia                                                                | Qual. Mondiali 1994                                                   | -                                                                     |                                                                       |
| Totale                                                                |                                                                       | Presenze (58º posto)                                                  | 45                                                                    |                                                                       | Reti                                                                  | 2                                                                     |                                                                       |

### Statistiche da allenatore
Statistiche aggiornate al 6 ottobre 2014.
| Stagione            | Squadra         | Campionato      | Campionato | Campionato | Campionato | Campionato | Coppe nazionali | Coppe nazionali | Coppe nazionali | Coppe nazionali | Coppe nazionali | Coppe continentali | Coppe continentali | Coppe continentali | Coppe continentali | Coppe continentali | Altre coppe | Altre coppe | Altre coppe | Altre coppe | Altre coppe | Totale | Totale | Totale | Totale | % Vittorie |
| Stagione            | Squadra         | Comp            | G          | V          | N          | P          | Comp            | G               | V               | N               | P               | Comp               | G                  | V                  | N                  | P                  | Comp        | G           | V           | N           | P           | G      | V      | N      | P      | %          |
| ------------------- | --------------- | --------------- | ---------- | ---------- | ---------- | ---------- | --------------- | --------------- | --------------- | --------------- | --------------- | ------------------ | ------------------ | ------------------ | ------------------ | ------------------ | ----------- | ----------- | ----------- | ----------- | ----------- | ------ | ------ | ------ | ------ | ---------- |
| dic. 2001-apr. 2002 | Catania         | C1              | 16         | 9          | 2          | 5          | -               | -               | -               | -               | -               | -                  | -                  | -                  | -                  | -                  | -           | -           | -           | -           | -           | 16     | 9      | 2      | 5      | 56,25      |
| ago.-ott. 2002      | Florentia Viola | C2              | 9          | 3          | 4          | 2          | CI-C            | 4               | 0               | 1               | 3               | -                  | -                  | -                  | -                  | -                  | -           | -           | -           | -           | -           | 13     | 3      | 5      | 5      | 23,08      |
| set.-nov. 2005      | Triestina       | B               | 13         | 5          | 3          | 5          | -               | -               | -               | -               | -               | -                  | -                  | -                  | -                  | -                  | -           | -           | -           | -           | -           | 13     | 5      | 3      | 5      | 38,46      |
| ago.-nov. 2014      | Honvéd          | NB1             | 10         | 3          | 1          | 6          | MK+MLK          | 3+1             | 3+1             | 0+0             | 0+0             | -                  | -                  | -                  | -                  | -                  | -           | -           | -           | -           | -           | 14     | 7      | 1      | 6      | 50,00      |
| Totale carriera     | Totale carriera | Totale carriera | 48         | 20         | 10         | 18         |                 | 8               | 4               | 1               | 3               |                    |                    |                    |                    |                    |             |             |             |             |             | 56     | 24     | 11     | 21     | 42,86      |

## Palmarès

### Giocatore

#### Club

##### Competizioni nazionali
- Campionato italiano Serie C1: 1

Como: 1978-1979 (girone A)
- Campionato italiano di Serie B: 1

Como: 1979-1980
- Campionato italiano: 2

Roma: 1982-1983
Sampdoria: 1990-1991
- Coppa Italia: 4

Sampdoria: 1984-1985, 1987-1988, 1988-1989, 1993-1994
- Supercoppa italiana: 2

Sampdoria: 1991
Juventus: 1995

##### Competizioni internazionali
- Coppa delle Coppe: 1

Sampdoria: 1989-1990
- UEFA Champions League: 1

Juventus: 1995-1996

#### Nazionale
- Campionato mondiale: 1

Spagna 1982

#### Individuale
- Guerin d'oro della rivista Guerin Sportivo: 1

1982-1983
- Premio Nazionale Carriera Esemplare "Gaetano Scirea": 1995